# Тельчье
Тельчье — село в Мценском районе Орловской области России. Административный центр Тельченского сельского поселения.

## География
Село находится в северной части Орловской области, в лесостепной зоне, в пределах центральной части Среднерусской возвышенности, при автодороге 54К-1, к западу от реки Ока, на расстоянии примерно 13 км (по прямой) к западу-северо-западу (WNW) от Мценска, административного центра района. Абсолютная высота — 209 м над уровнем моря.
Климат
Климат населённого пункта характеризуется как умеренно континентальный с умеренно морозной зимой и тёплым, иногда жарким летом. Средняя многолетняя температура самого холодного месяца — января, составляет −9,4 °С, температура самого тёплого +19 °С.
Часовой пояс
Село Тельчье, как и вся Орловская область, находится в часовой зоне МСК (московское время). Смещение применяемого времени относительно UTC составляет +3:00.

## Население
| 2002 | 2010  |
| ---- | ----- |
| 1204 | ↘1069 |

Половой состав
По данным Всероссийской переписи населения 2010 года в гендерной структуре населения мужчины составляли 47 %, женщины — соответственно 53 %.
Национальный состав
Согласно результатам переписи 2002 года, в национальной структуре населения русские составляли 94 % из 1204 чел.

## Улицы
| - ул. Болховская, - ул. Больничная, - ул. Комсомольская, - ул. Ленина, | - ул. Липовая, - ул. Маленькая сторонка, - ул. Мира, - ул. Почтовая, | - ул. Садовая, - ул. Советская, - ул. Школьная. |

## Инфраструктура
В селе действуют средняя школа с дошкольной группой, специальная (коррекционная) школа-интернат, участковая больница, врачебная амбулатория, дом ветеранов, социально-реабилитационный центр для несовершеннолетних, дом культуры и библиотека.

## Достопримечательности
Имеется церковь во имя Николая Чудотворца. На южной окраине села расположена братская могила советских воинов, павших в годы Великой Отечественной войны.